# Tomicodon briggsi
Tomicodon briggsi är en fiskart som beskrevs av Williams och Tyler 2003. Tomicodon briggsi ingår i släktet Tomicodon och familjen dubbelsugarfiskar. Inga underarter finns listade i Catalogue of Life.